# Chaoilta maculiventris
Chaoilta maculiventris är en stekelart som beskrevs av Cameron 1910. Chaoilta maculiventris ingår i släktet Chaoilta och familjen bracksteklar. Inga underarter finns listade i Catalogue of Life.